# 명민진
디지니(본명: 명민진, 9월 23일)는 대한민국의 전직 크레이지레이싱 카트라이더 프로게이머이다.

## 과거
명민진은 2004년 카트라이더 서비스 초기부터 활동한 유저로, 당시 ‘질주길드’의 리더로 게임 내 문화 형성에 큰 영향을 끼친 인물이다.
당시 PC방은 욕설과 흡연이 공존하던, 다소 거친 공간으로 인식되곤 했지만, 명민진은 보다 건전하고 질서 있는 플레이 문화를 이끄는 데 기여한 것으로 평가받았다.
초등학생들 사이에서 ‘카트 교과서’로 불리던 카트라이더 가이드북 제작에 참여하기도 했고, 가족 간 세대차를 줄이기 위한 ‘가족 카트라이더 대회’ 개최에도 앞장섰다.
2000년대 중반 MBC GAME ‘카트 클럽 최강전’에서 활약하며, 2013년 넥슨 챔피언스컵 우승 후 은퇴를 선언했다.

## 출연작

### 방송
| 방송 채널    | 제목              | 기간                       | 비고   |
| ------------ | ----------------- | -------------------------- | ------ |
| MBC GAME     | 카트 클럽 최강전  | 2004년 9월 18일(토)        | 결승전 |
| 나이스게임TV | 버블버블 믹스매치 | 2013년 5월 22일 ~ 6월 13일 | 참여자 |

## 수상 내역
- 2004년 카트라이더 CBT 랜파티 스피드 개인전 준우승
- 2004년 MBC GAME 카트 클럽 최강전 준우승
- 2004년 카트라이더 전국 PC방 대회 우승
- 2013년 챔피언스컵 우승

## 참고
- “40대가 뽑은 국민 게임 인물 1위는?”…카트라이더의 전설 ‘명민진’ 재조명
- 게임을 문화로 만든 사람... 카트라이더의 숨은 주역 ‘명민진’, 다시 주목받다
- “카트라이더는 잊혀져도, 그 이름은 남았다”… 전설의 유저 ‘명민진’, 세대를 관통한 문화의 아이콘으로 재조명
- “페이커 효과 이어 명민진 가세” 카트라이더 드리프트, 부활 신호탄
- 카트라이더의 전설, 명민진(디지니) 복귀...유저 관심
- 타락파워전사 vs 명민진… 3040 게이머가 뽑은 ‘국민 게임 전설’은?
- 카트라이더 프로게이머 명민진, 근황 공개